# جیمی اندرسون (اسنوبردسوار)
جیمی اندرسون (انگلیسی: Jamie Anderson؛ زادهٔ ۱۳ سپتامبر ۱۹۹۰) اسنوبردسوار اهل ایالات متحده آمریکا است.
وی در مسابقات کشوری و بین‌المللی در مجموع برندهٔ ۸ مدال طلا، ۶ مدال نقره، ۴ مدال برنز شده‌است.